# Phlake

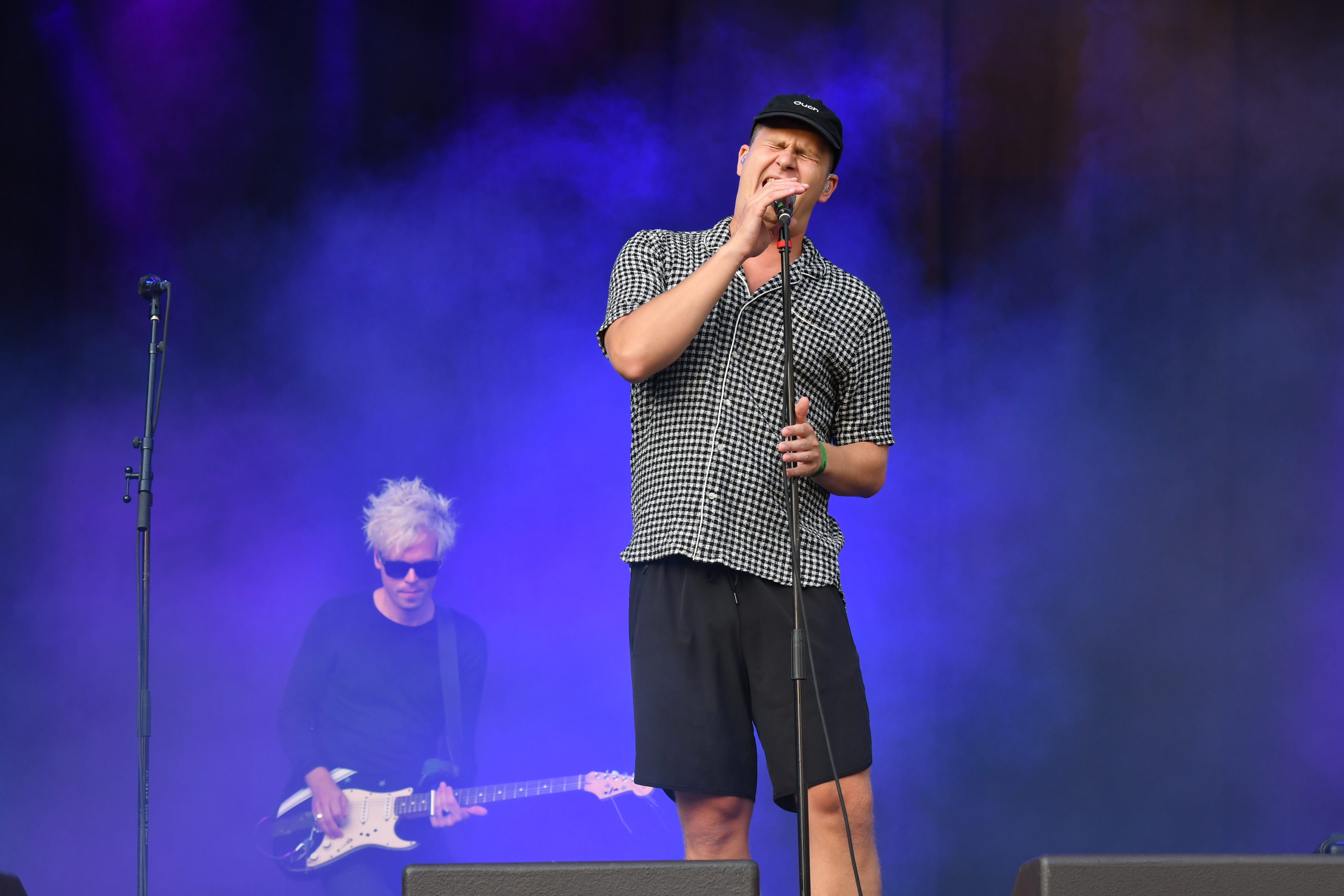
Phlake på Malmöfestivalen 2018.

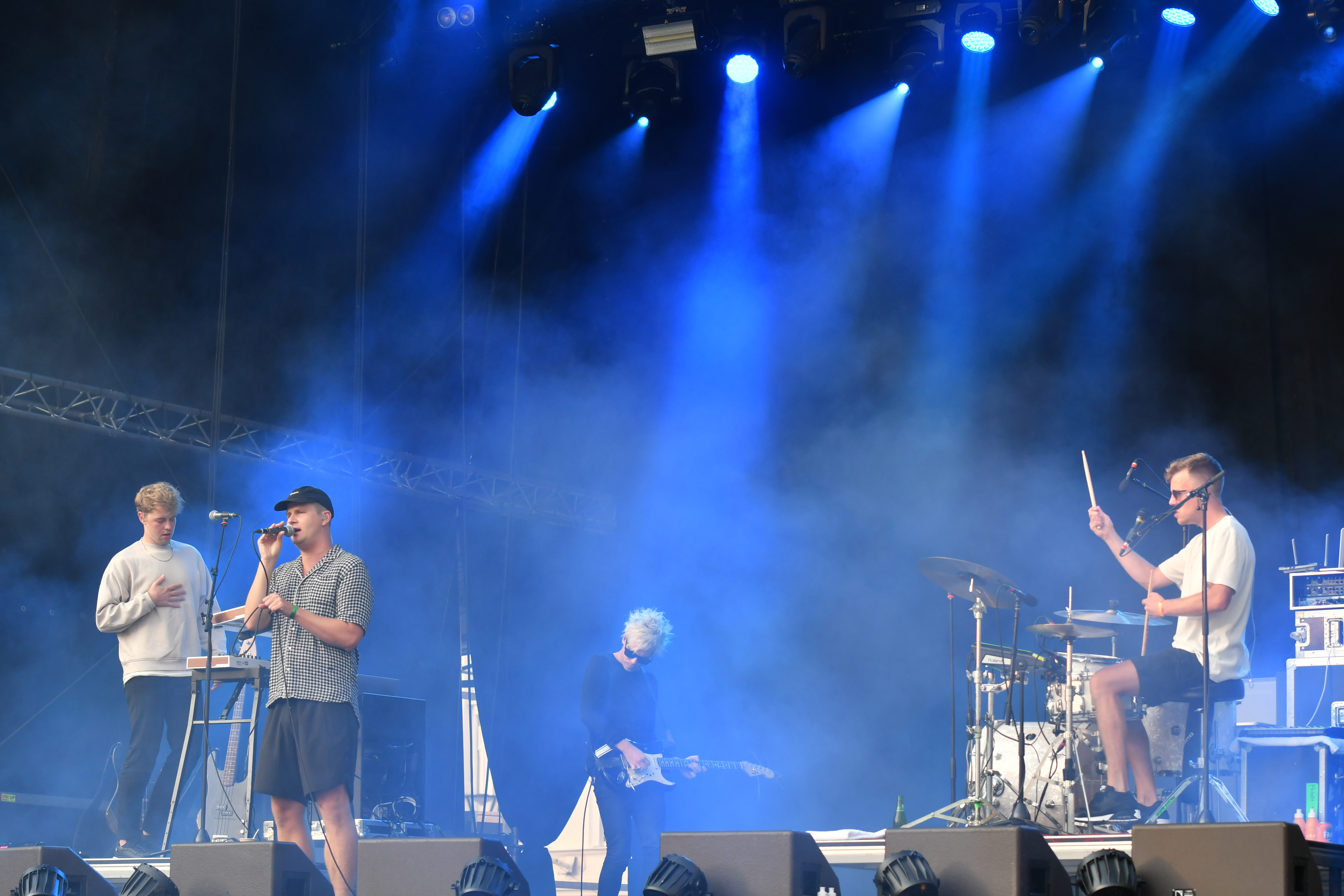
Phlake på Malmöfestivalen 2018.

Phlake är en dansk R&B- och soulmusikerduo. Medlemmar är Mads Bo (sång) och Jonathan Elkær (beats). Gruppen släppte sin första singel 2015, "So Faded". Den hade blygsam framgång i Danmark. I oktober samma år släpptes singeln "Pregnant".

## Historia
Gruppen skapades 2010 när Jonathan Elkær, en del av Tabu Records och som skapade beats för det danska bandet Suspekt, ville göra någonting. Han träffade sångaren Mads Bo. De blev en duo och kallade sig själva Phlake och har sedan dess släppt flera framgångsrika singlar i Danmark.

## Diskografi

### Album
| År   | Album             | Bästa listposition |
| År   | Album             | Danmark            |
| ---- | ----------------- | ------------------ |
| 2016 | Slush Hours       | 4                  |
| 2017 | Weird Invitations | 1                  |

### Singlar
| Titel                    | År   | Bästa listposition | Album             |
| Titel                    | År   | Danmark            | Album             |
| ------------------------ | ---- | ------------------ | ----------------- |
| "Pregnant"               | 2015 | 9                  | Slush Hours       |
| "Angel Zoo"              | 2016 | 3                  | Slush Hours       |
| "Chunks"                 | 2017 | —                  | Weird Invitations |
| "Ouch"                   | 2017 | —                  | Weird Invitations |
| "Gone" (med Alina Baraz) | 2017 | —                  | Weird Invitations |
| "IKEA Episodes"          | 2017 | 31                 | Weird Invitations |